# Herz-Jesu-Kirche (Rurich)

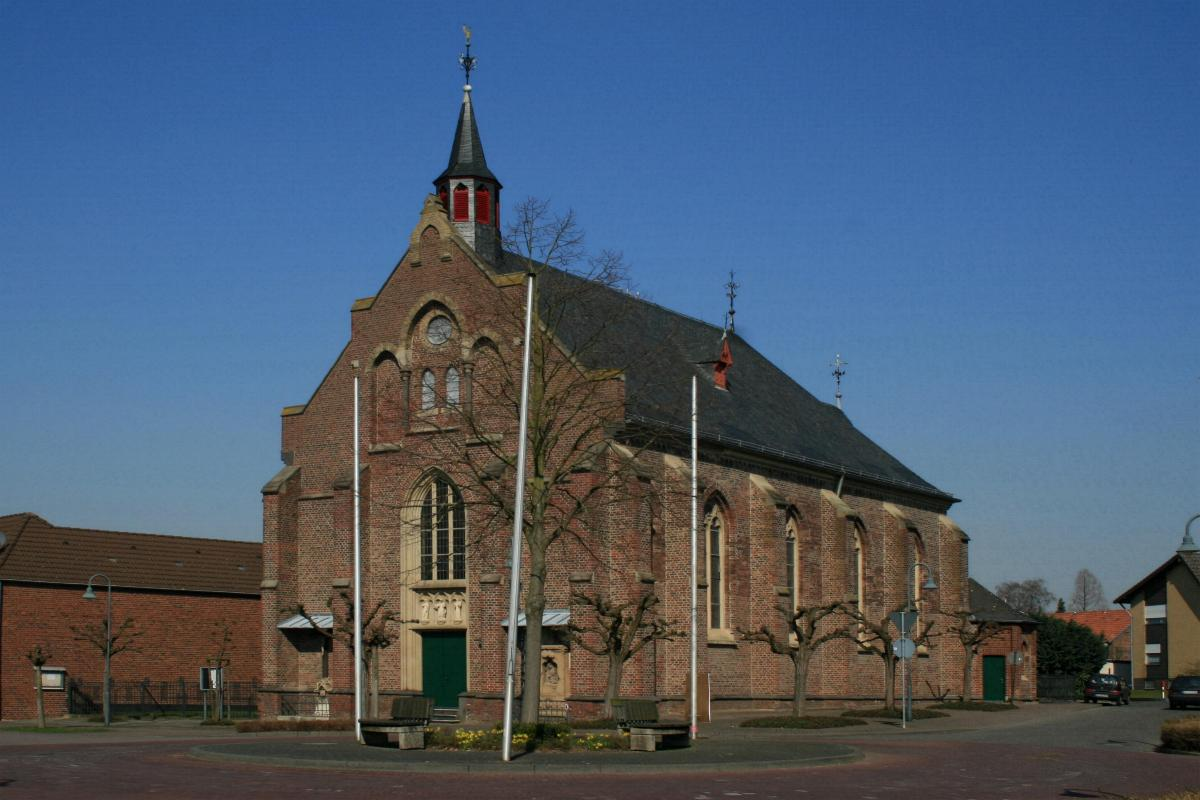
Herz-Jesu-Kirche in Rurich

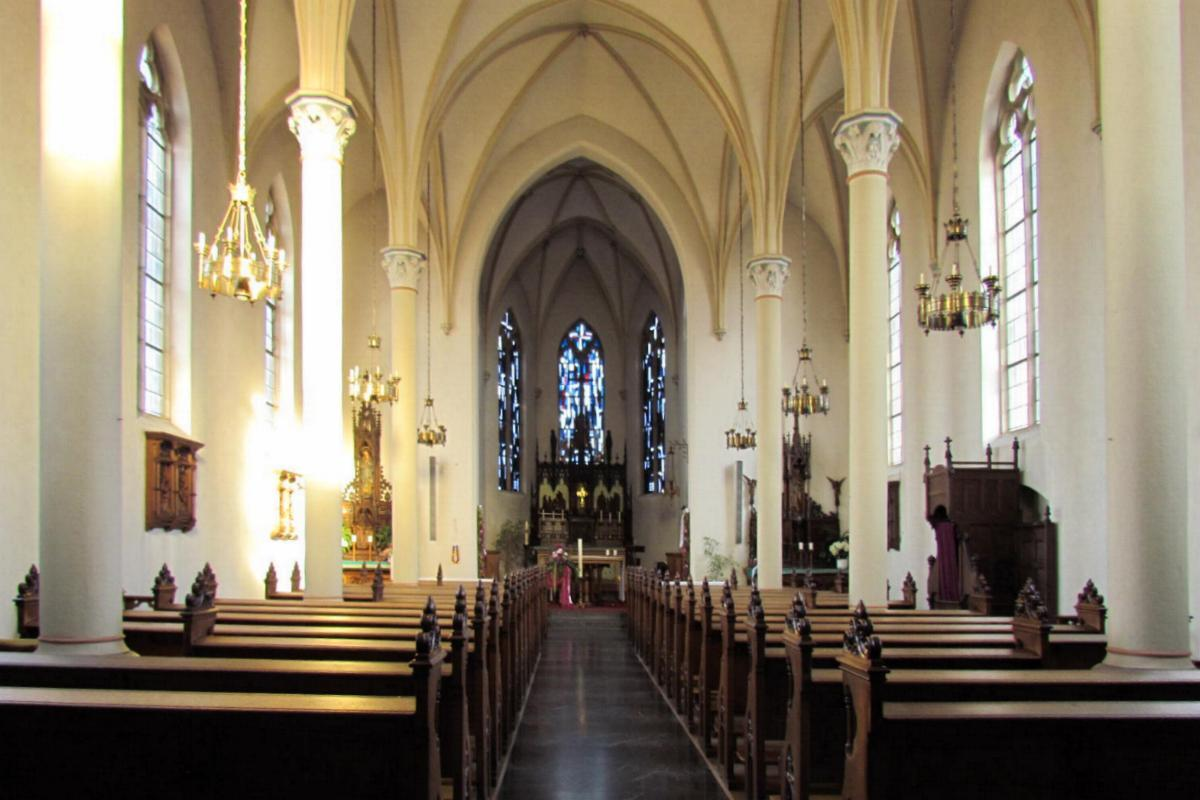
Innenraum

Die Herz-Jesu-Kirche ist die römisch-katholische Pfarrkirche des Hückelhovener Stadtteils Rurich im Kreis Heinsberg in Nordrhein-Westfalen.
Die Kirche ist dem Heiligsten Herz Jesu geweiht und unter Nummer 18 in die Liste der Baudenkmäler in Hückelhoven eingetragen. Zweite Patronin ist die hl. Odilia. Zur Pfarre zählt auch das Gut Kippingen.

## Lage
Das Kirchengebäude befindet sich in der Ortsmitte von Rurich an der Ecke Hompeschstraße / Kippinger Straße.

## Geschichte
Rurich gehörte seit jeher zur Pfarre Körrenzig und verfügte lange über kein eigenes Gotteshaus. Erst mit dem Bau der heutigen Kirche in den 1860er Jahren erhielt Rurich eine eigene Kirche. Auch nach dem Bau der Kirche blieb Rurich zunächst noch eine Filialgemeinde von Körrenzig, wurde aber schließlich am 20. September 1888 selbständige Pfarrei.

## Baugeschichte
Die heutige Pfarrkirche ist das erste Gotteshaus von Rurich und wurde zwischen 1868 und 1873 nach Plänen des Architekten August Carl Lange erbaut. Der erste Spatenstich war am 19. März 1868. Die neue Kirche konnte erst 1873 fertiggestellt und am 15. Oktober 1873 benediziert werden. Die Kirchweihe und Konsekration erfolgte erst am 10. Juni 1894. Ermöglicht wurde das Gotteshaus durch die Eigentümer von Schloss Rurich, die den Baugrund stifteten und die Eigentümer von Gut Kippingen, die für den Unterhalt des Seelsorgers aufkamen.
Im Zweiten Weltkrieg wurde die Herz-Jesu-Kirche durch Granaten beschädigt. Die Beseitigung der Schäden dauerte bis 1948 an.

## Baubeschreibung
Die Herz-Jesu-Kirche ist eine dreischiffige und vierjochige Hallenkirche in Formen der Neugotik. An das Langhaus schließt sich im Osten der einjochige und dreiseitig geschlossene Chor an. Der Westgiebel ist durch Strebepfeiler und einer Blendfassade über dem Hauptportal gegliedert. Über dem Westgiebel erhebt sich ein kleiner achteckiger Dachreiter. Das Innere wird von einem Kreuzrippengewölbe überspannt, welches auf schlanken runden Säulen ruht. Einen Glockenturm besitzt das Gotteshaus nicht.

## Ausstattung

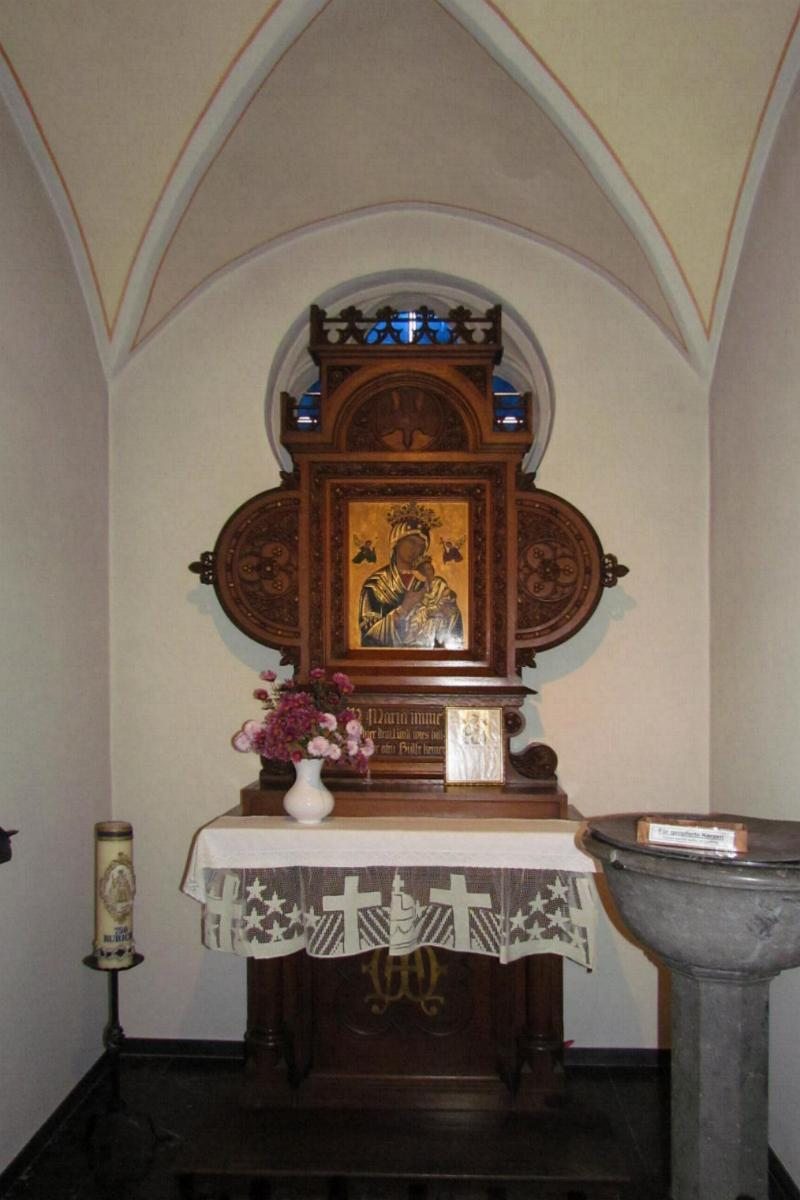
Maria-Hilf-Altar

Im Innenraum hat sich ein Großteil der neugotischen Ausstattung aus der zweiten Hälfte des 19. Jahrhunderts erhalten. Dazu zählen der hölzerne Hochaltar im Chor, der 1871 in der Werkstatt von Louis Kocherols in Antwerpen hergestellt wurde, die beiden ebenfalls aus Holz bestehenden Nebenaltäre in den Seitenschiffen, die nach Plänen von Regierungsbaumeister Julius Busch aus Neuss 1886 angefertigt worden sind,  ein Beichtstuhl im südlichen Seitenschiff, ein Maria-Hilf-Altar unter der Orgelempore sowie acht Messingleuchten aus der Zeit um 1900 in den Arkaden zu den Seitenschiffen. Erwähnenswert ist auch die Orgel, welche eine Arbeit der Orgelbauwerkstatt von Michael Dautzenberg in Linnich ist und dort 1873 angefertigt worden ist. Die Buntglasfenster sind Werke von Will Völker aus dem Jahr 1964.

## Pfarrer
Folgende Priester wirkten bislang als Pfarrer in der Pfarrgemeinde Herz Jesu:
- 1888–1892: Josef Peters
- 1892–1905: Friedrich Wilhelm Bäumker
- 1905–1921: ?
- 1921–1934: Franz Zilles
- 1934–1966: Alexander Reimann
- 1966–1978: Leonard Birker
- 1978–1998: Peter Gerards
- 1999–2014: José Kallupilankal
- 2014–2016: Winfried Müller (Pfarradministrator)
- 2016–2018: Georg Kaufmann
- Seit 2019: P. Anton Steinberger OSFS